# Olympische Winterspiele 1992/Teilnehmer (Bermuda)
| Gelbes Symbol für Goldmedaillen mit stilisierten Olympischen Ringen | Graues Symbol für Silbermedaillen mit stilisierten Olympischen Ringen | Braundes Symbol für Bronzemedaillen mit stilisierten Olympischen Ringen |
| ------------------------------------------------------------------- | --------------------------------------------------------------------- | ----------------------------------------------------------------------- |
| —                                                                   | —                                                                     | —                                                                       |

Bermuda nahm bei den Olympischen Winterspielen 1992 im französischen Albertville mit einem Athleten teil.
Es war die erste Teilnahme an Olympischen Winterspielen in der Geschichte des Landes.

## Teilnehmer nach Sportarten

### Rennrodeln
- Simon Payne
Männer, Einsitzer: 3:11,173 min (→ 30.)